# Moto X (3.ª generación)
Moto X 3.a generación es un conjunto de teléfonos inteligentes que conforma una de las generaciones del Moto X, conformada por varios celulares con diferentes nombres. Hay un total de 3 teléfonos que conforman la 3.a generación, que son el Moto X Style, Moto X Force y Moto X Play, todos ellos fabricados por Motorola Mobility.
El primero de ellos fue lanzado al mercado en agosto de 2015.

## Moto X Play
Es uno de los teléfonos de la 3.a generación del Moto X. Fue presentado el 28 de julio de 2015 junto con el Moto X Style. Fue lanzado en Canadá, Europa y América Latina en agosto de 2015, y en Estados Unidos fue lanzado hasta octubre de 2015, bajo el nombre Droid Maxx 2, exclusivo de Verizon Droid. A diferencia de los demás teléfonos de la generación, este es más económico que los otros dos, y se distingue por su batería.

### Características y especificaciones

#### Hardware
A diferencia de los otros Moto X que son de gama alta, al ser este de gama media, este presenta un bisel metálico falso y una cubierta posterior con una textura cualquiera, siendo que esta puede quitar y cambiarse por otras versiones similares, y es resistente a salpicaduras. Al no poder removerse la batería, la ranura para la tarjeta SIM y la Micro SD son colocadas en la parte superior.
Su pantalla es de 5.5 pulgadas, con una resolución de 1080p, y un procesador Qualcomm Snapdragon 615 de 1.7 GHz.
La cámara trasera es de 21 MP, utilizando el enfoque automático, y la frontal de 5 MP. Además, puede grabar a resolución 1080p.
Su almacenamiento interno es de 16 o 32 GB, dependiendo del modelo. A diferencia de su antecesor (Moto X (2.ª generación), este puede ser expandible vía Micro SD hasta los 128 GB.
Su batería, es de 3630 mAh, que según Motorola, proporciona 48 horas de uso mixto con una sola carga.

#### Software
Este teléfono traía por defecto Android 5.1 Lollipop, personalizado con aplicaciones propias de Motorola, como Moto Assist, Moto Voice y Moto Display.
En enero de 2016 se lanzó por vía OTA la actualización Android 6.0 Marshmallow, trayendo ventajas como Google Now, entre otras cosas, mencionando el nuevo sistema de administración de energía conocido como "Doze".
En 2017, exclusivamente de los Moto X Play, se lanzó la versión Android 7.1.1 Nougat, sin pasar primero por la versión 7.0 normal. Después de un tiempo, se lanzó para el Droid Maxx 2. Esto terminó siendo la última versión para el teléfono.

#### Variantes
El Moto X Play posee variantes de modelo, esto con el propósito de admitir redes 3G y 4G de distintas operadoras móviles de todo el mundo.
- XT1561
- XT1562
- XT1563

## Moto X Style
Es uno de los teléfonos de la 3.a generación del Moto X. Fue presentado en una conferencia de prensa en Nueva York, Estados Unidos, el 28 de julio de 2015, junto al Moto X Play. Fue lanzado el 2 de septiembre de 2015.
A diferencia de otros teléfonos de la marca, este no era comercializado por ninguna operadora y desbloqueado, por lo que las actualizaciones de software llegaban más rápido ya que se evita la intervención de la operadora móvil y lanzarla directamente.
A pesar de eso, el teléfono tenía la posibilidad de varias bandas LTE, haciendo que se pudiera usar una operadora móvil sin ningún problema.
En diciembre de 2015 salió una versión especial y limitada, llamada Moto X Pure Edition, exclusivo de Estados Unidos.

### Características y especificaciones

#### Hardware
Posee características de su sucesor (Moto X 2.a generación), como la personalización de las cubiertas interiores (estas fabricadas también por Horween Leather Company) y exteriores, colores para el adorno de metal, entre otras cosas, todo esto desde Moto Maker.
Su pantalla es de 5.7 pulgadas, con una resolución de 2560x1440 y un procesador Qualcomm Snapdragon 808 de 64 bits de 1.8 GHz.
La cámara trasera es de 21 MP, , y la frontal de 5 MP.
Su memoria interna tiene diferentes capacidades variando el modelo. Hay de 16, 32 y 64 GB, expandible vía Micro SD.

#### Software
Este teléfono traía por defecto Android 5.1 Lollipop, que al igual que con sus antecesores, había características especial y exclusivas del modelo, como un asistente de voz personal. Un agregado es que se incluyó una especia de función de gestos de firma que proporcionan accesos directos a determinadas acciones.
Entre noviembre y diciembre de 2015, Motorola lanzó por vía OTA la versión Android 6.0 Marshmallow. Además de las ventajas generales de la nueva versión, trajo novedades exclusivas, como el nuevo sistema de administración de energía conocido como "Doze".
En noviembre se lanzó la actualización a los dispositivos de India y Brasil, y ya para diciembre, este se lanzó para todo el mundo.
En diciembre, se lanzó de manera limitada una actualización "de prueba" para el Moto X Pure Edition. Una semana después, se lanzó a todos los dispositivos Moto X Pure Edition.
En septiembre de 2017, Motorola lanzó de manera oficial vía OTA, la versión Android 7.0 Nougat, siendo la última versión para el teléfono.

#### Variantes
El Moto X Style posee variantes de modelo, esto con el propósito de admitir redes 3G y 4G de distintas operadoras móviles de todo el mundo.
- XT1570
- XT1572
- XT1575

## Moto X Force
Es otro teléfono de la 3.a generación del Moto X, comerciado en Estados Unidos como Droid Turbo 2, siendo originalmente exclusivo para la marca Verizon Droid. Fue lanzado el 25 de octubre de 2015.
Este ha sido caracterizado por tener una "pantalla irrompible". Todo esto debido, a que el teléfono poseía una tecnología conocida como "ShatterShield". Consiste de dos elementos de pantalla táctil, reforzados por un marco de aluminio interno para hacerlo resistente a la flexión y el agrietamiento, aunque esto no protege contra arañazos u otros daños superficiales en la pantalla.

### Características y especificaciones

#### Hardware
La pantalla del dispositivo es de 5.4 pulgadas con una resolución de 2560x1440, un procesador Snapdragon 810 octa-core de 2 GHz y 1.5 GHz respectivamente y un GPU Qualcomm Quick Charge 2.0.
La cámara trasera es de 21 MP, y la frontal de 5 MP.
Teniendo en cuenta que es un teléfono de marca Droid, vendría siendo el primero personalizable con características relacionadas los las cubiertas interiores y exteriores, colores para el adorno de metal, entre otras cosas, todo esto, desde Moto Maker.

#### Software
El software es igual que el del Moto X Style, así que no hay mucho más que contar.

#### Variantes
El Moto X Force posee variantes de modelo, esto con el propósito de admitir redes 3G y 4G de distintas operadoras móviles de todo el mundo.
- XT1580 (modelo global)
- XT1581
- XT1585 (Droid Turbo 2, exclusivo de Verizon Droid)